# Ewald Banse
Ewald Banse (1883-1953) fou escriptor i professor de ciència militar al Tercer Reich. Plasmà seves creences i opinions al seu llibre Raum und Volk in Weltkrieg (Espai vital i raça a la Guerra Mundial): l'internacionalisme era degenerat i la guerra inevitable i desitjable com a mitjà del poble per a salvar els problemes nacionals, l'adquisició de Lebensraum espai vital i la unificació de les zones d'hàbitat nacionals.